# Liste der Mitglieder der Bremischen Bürgerschaft (7. Wahlperiode)
Die 7. Legislaturperiode der bremischen Bürgerschaft lief von 1967 bis 1971. Sie wurde eingeleitet durch die Wahl vom 1. Oktober 1967.
Die Wahlbeteiligung belief sich auf 77,0 %.
Präsident der Bürgerschaft war bis 1970 Hermann Engel. Ihm folgte Dieter Klink im Amt.

## Wahlergebnis
| Partei   | Stimmenanteil | Mandate |
| -------- | ------------- | ------- |
| SPD      | 46,0 %        | 50      |
| CDU      | 29,5 %        | 32      |
| FDP      | 10,5 %        | 10      |
| DP       | 0,9 %         | 0       |
| NPD      | 8,8 %         | 8       |
| Sonstige | 4,3 %         | 0       |

## Abgeordnete
Hinweis: Die Bremerhavener Abgeordneten waren nur im Landtag vertreten. Das Mandat von Senatoren ruhte.

### B
- Blase, Willi (SPD), Mandat ruhte bis 15. August 1969, da Senator
- Böhrnsen, Gustav (SPD), Stellv. Fraktionsvorsitzender, ab 9. Februar 1968 Fraktionsvorsitzender
- Boljahn, Richard (SPD), Fraktionsvorsitzender bis 1968
- Borchers, Hermann (CDU)
- Borttscheller, Georg (FDP), Mandat ruhte bis 2. Juni 1971, da Senator
- Böttcher, Christel (SPD), ab 15. Mai 1971 für Eilers
- Brauns, Dieter (CDU), nur Landtag
- Brinkmann, Oswald (SPD)
- Brouwer, Otto-Theodor (NPD), Fraktionsvorsitzender
- Bugla, Gerhard (SPD), ab 20. Januar 1971 Vizepräsident

### C
- Cassens, Johann-Tönjes (CDU)
- Czichon, Günther (SPD)

### D
- Dehnkamp, Willy (SPD)
- Dickhut, Johann (SPD)
- Düßmann, Friedrich (SPD)

### E
- Eggers, Karl (SPD), Mandat ruhte bis 30. September 1970, da Senator
- Ehlers, Reinhard (CDU)
- Eilers, Wilhelm (SPD), nur Landtag, bis 9. Mai 1971 (†)
- Engel, Hermann (SPD), Bürgerschaftspräsident bis 31. Dezember 1971 (verzicht)
- Erbel, Friedrich (CDU), Schriftführer
- Ernst, Rudolf L.  (FDP), bis 30. September  1970 (Verzicht)

### F
- Fichtner, Karl-Heinz (NPD)
- Filzen, Wilhelm (CDU)
- Fischer, Robert (CDU), Stellv. Fraktionsvorsitzender
- Förster, Ingeborg (CDU)
- Franke, Horst Werner (SPD)
- Franke, Walter (SPD), Stellv. Fraktionsvorsitzender
- Friedrichs, Hans (CDU)
- Fröhlich, Helmut (SPD)

### G
- Gaßdorf, Rudolf (CDU)
- Götze, Karl-Heinz (SPD)
- Graf, Ulrich (FDP), Mandat ruhte bis 2. Juni 1971, da Senator
- Grantz, Wolfgang (SPD), nur Landtag
- Groeling-Müller, Georg von (FDP)
- Groß, Walter (SPD)

### H
- Hänecke, Marianne (CDU)
- Hardegen, Reinhard (CDU)
- Hartjen, Karl-Otto (SPD)
- Hauptmann, Walter (FDP), Stellv. Fraktionsvorsitzender
- Heiber, Karl (SPD), nur Landtag
- Hellwig, Kurt (CDU), ab 6. November 1967 für Jacobi
- Hinz, Heino (CDU), nur Landtag
- Hoffrage, Käthe (SPD), nur Landtag
- Hübenthal, Walter (SPD), nur Landtag, bis 30. September 1970 (beruflicher Rücktritt), Nachfolger: Eggers
- Hustedt, Johann (NPD)

### I
- Iversen, Gerhard (CDU)

### J
- Jackisch, Paul (CDU), bis 1. November 1967 (Verzicht)
- Jacobi, Werner (CDU), nur Landtag, bis 1. November 1967 (Verzicht)
- Jantzen, Karl-Heinz (SPD), Mandat ruhte ab 16. Oktober 1968 da Senator
- John, Harry (FDP), ab 1969 Fraktionsvorsitzender
- Jordan, Karl-Heinz (SPD), ab 8. Juni 1971 für Müller-Wolff

### K
- Kähler, Egon (SPD)
- Kahrs, Wolfgang (SPD)
- Kaltenstein, Ursula (SPD), nur Landtag
- Kauffmann, Egon (CDU), nur Landtag
- Kiene, Werner (SPD), nur Landtag
- Klein, Günter (CDU)
- Klemmer, Heinz (SPD)
- Klink, Dieter (SPD), Vizepräsident, ab 1970   Bürgerschaftspräsident
- Koenen, Hermann (SPD)
- Koschek, Emil (CDU)
- Koschnick, Hans (SPD) Mandat ruhte, da Präsident des Senats
- Krämer, Günther (NPD)
- Krauss, Markus (CDU)
- Kruse, Martha (NPD)
- Kuhnert, Günther (FDP), bis 2. Juni 1971 (erloschen), Nachfolger Borttscheller
- Kulenkampff, Hans-Ludwig (CDU), bis 18. August 1969 (verzicht)

### L
- Landwehr, Wilma (SPD)
- Launspach, Ewald (SPD)
- Lienhoop, Friedrich (FDP)
- Lüneburg, Karl (SPD)
- Lürssen, Hermann (SPD), ab 25. Oktober 1968 für Jantzen, bis 15. August 1969 (erloschen), Nachfolger: Blase, sowie ab 15. Januar 1971 für Engel

### M
- Maas, Wolfgang  (CDU), ab 5. April 1971 für Wolff
- Maaß, Gertrud (SPD)
- Mahlstedt, Christian (SPD)
- Meier, Friedrich (SPD)
- Menke, Diedrich (CDU), ab 25. August 1969 für Kulenkampff
- Meurer, Anton (CDU)
- Mevissen, Annemarie (SPD), Mandat ruhte da Senatorin
- Meyer, Johann  (SPD)
- Müller, Albert (SPD)
- Müller, Ella (SPD), Schriftführerin
- Müller-Wolff, Gisela (SPD), Stellv. Fraktionsvorsitzende, Abgeordnete bis  7. Juni 1971 (Verzicht)

### N
- Nejedlo, Marie (SPD), nur Landtag

### O
- Oltmanns, Georg (FDP)
- Ostendorff, Walter (FDP)

### P
- Pönitz, Gottfried (CDU), nur Landtag
- Pöting, Friedrich (SPD), nur Landtag

### R
- Ramke, Günter (CDU)
- Reichelt, Georg (SPD)

### S
- Sagner, Lothar (CDU), nur Landtag
- Schade, Eugen W. (FDP), ab 5. Oktober 1970 für Ernst, bis 2. Juni 1971 (erloschen), Nachfolger: Graf
- Schäfer, Johannes (CDU), nur Landtag
- Schelter, Wilhelm (SPD)
- Schepers, Wilhelm (CDU)
- Schnakenberg, Bruno (SPD)
- Schriever, Werner (SPD)
- Schubert, Paul-Heinz (FDP), 1967 bis 1969 Fraktionsvorsitzender, ab 1970 Hospitant bei der CDU
- Schumacher, Georg (CDU)
- Schumacher, Heinrich (CDU)
- Schütte, Eva (FDP)
- Sieling, Hans-Hermann (CDU), Fraktionsvorsitzender
- Sonntag, Werner (SPD)
- Speckmann, Rolf (FDP), Mandat ruhte bis 1. Juni 1971 da Senator
- Spies, Hannelore (CDU)
- Stäcker, Horst (SPD), ab 9. Februar 1968 Stellvertretender Fraktionsvorsitzender
- Stern, Hans-Günter (NPD)
- Ströh, Erich (SPD)

### T
- Thape, Moritz (SPD), Mandat ruhte da Senator

### U
- Uhde, Reinhard (SPD)

### V
- Vorsatz, Karl-Heinz (NPD), Stellv. Fraktionsvorsitzender

### W
- Wehrmann, Fritz (SPD)
- Wenke, Johannes (SPD), nur Landtag, Schriftführer
- Weßling, Karl (SPD), Mandat ruhte bis zu seinem Tod im August 1968, da Senator
- Wolff, Heinz (NPD), nur Landtag
- Wolff, Johanne (CDU), bis 1. April 1971 (verzicht)
- Würdemann, Walter (SPD), nur Landtag

### Z
- Zander, Erich (CDU), Vizepräsident der Bürgerschaft.
- Zießler, Anna (Anni) (SPD)